# Pic de Dellui
El Pic de Dellui és una muntanya que es troba en límit comarcal entre els termes municipals de la Vall de Boí (Alta Ribagorça) i la Torre de Cabdella (Pallars Jussà), en el límit del Parc Nacional d'Aigüestortes i Estany de Sant Maurici i la seva zona perifèrica.

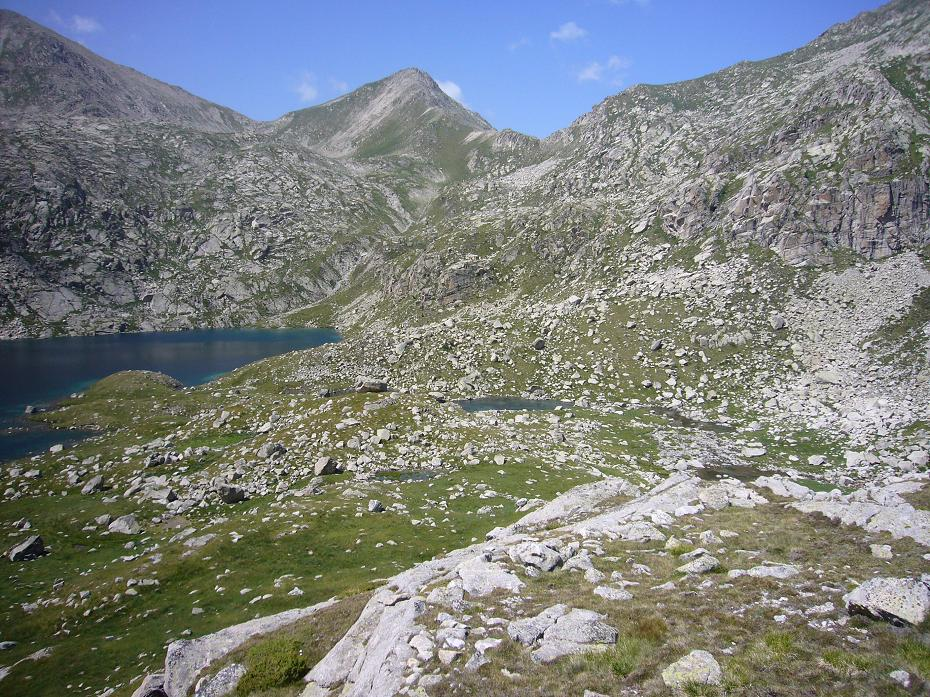
Pic i Collada de Dellui des del circ del Tort-Morto

El nom «podria derivar del basc ote-ili-oi. Ote vol dir argelaga. Aquesta vall és més feréstega que les veïnes, té menys bosc i molts menys pasturatges. Potser d'aquí li ve el nom. Ili vol dir poble i en aquesta vall no n'hi ha hagut mai cap, però potser aquí ili és un element basc diferent».
El cim, de 2.802,2 metres, s'alça en el punt d'intersecció de les carenes que delimiten la Vall de Dellui (N), la Vall de Morrano (O) i el circ del Tort-Morto (E), a la zona nord-occidental dels Estanys de Cabdella; amb la Collada de Dellui a l'est-nord-est, el Pic de Nariolo al sud-sud-est i la Collada al nord-oest.
Tot el seu vessant de llevant està constituït per la Pala de Dellui.

## Rutes
Les cares Est i Sud-oest, amb les seves pales herboses, són propicies per l'ascens a aquest cim. El punt de sortida per l'atac final, per la banda oriental, és la Collada de Dellui; per la sud-occidental Vall de Morrano es pot atacar des de qualsevol punt de la riba dreta entre els Estanys Xic i Major de Morrano.